# Mikko Rimminen
Mikko Rimminen (Helsinki, 8 maggio 1975) è uno scrittore e poeta finlandese.

## Biografia
Nato nel 1975 a Helsinki, vi risiede e lavora.
Ha esordito nel 2000 con la raccolta di versi Jännittävää olisi nähdä pihalla lintuja alla quale ha fatto seguito un'altra collezione di liriche, un trattato naturalistico-parodistico e 6 romanzi dove privilegia personaggi emarginati alle prese con situazioni insolite e sperimenta soluzioni linguistiche non comuni.
Ex studente ora insegnante presso la Kriittisen korkeakoulun Critical Academy, tra i riconoscimenti ottenuti, il più significativo è stato il Premio Finlandia del 2010 per La giornata del naso rosso.
Tradotti in più di 10 lingue, le sue opere hanno venduto solo in Finlandia più di 60000 copie.

## Opere

### Narrativa
- Pussikaljaromaani (2004)
- Pölkky (2007)
- La giornata del naso rosso (Nenäpäivä, 2010), Roma, Atmosphere, 2013 traduzione di Antonio Parente ISBN 978-88-6564-069-2.
- Hippa (2013)
- Maailman luonnollisin asia (2017)
- Jos se näyttää siltä (2019)

### Poesia
- Jännittävää olisi nähdä pihalla lintuja (2000)
- Sumusta pulppuavat mustat autot (2003)

### Saggistica
- Hämärä luonto. Aamunkoista yön tuhmaan lintuun. Niiden käyttäytymisestä ja elämästä yleensä con Kyösti SaloKorpi (2001)

## Premi e riconoscimenti
- Premio Kalevi-Jäntti: 2004 vincitore con Pussikaljaromaani
- Premio Finlandia: 2010 vincitore con La giornata del naso rosso